# Estadio Bento Freitas
El Estadio Bento Mendes de Freitas también conocido como Baixada, es un estadio de fútbol ubicado en la ciudad de Pelotas en el estado de Rio Grande do Sul, Brasil.
Fue inaugurado el 23 de mayo de 1943 y tiene capacidad de 18 000 espectadores. El dueño del estadio es el club Grêmio Esportivo Brasil.